# 塞斯文納峰
46°42′21.7″N 10°24′10.6″E / 46.706028°N 10.402944°E

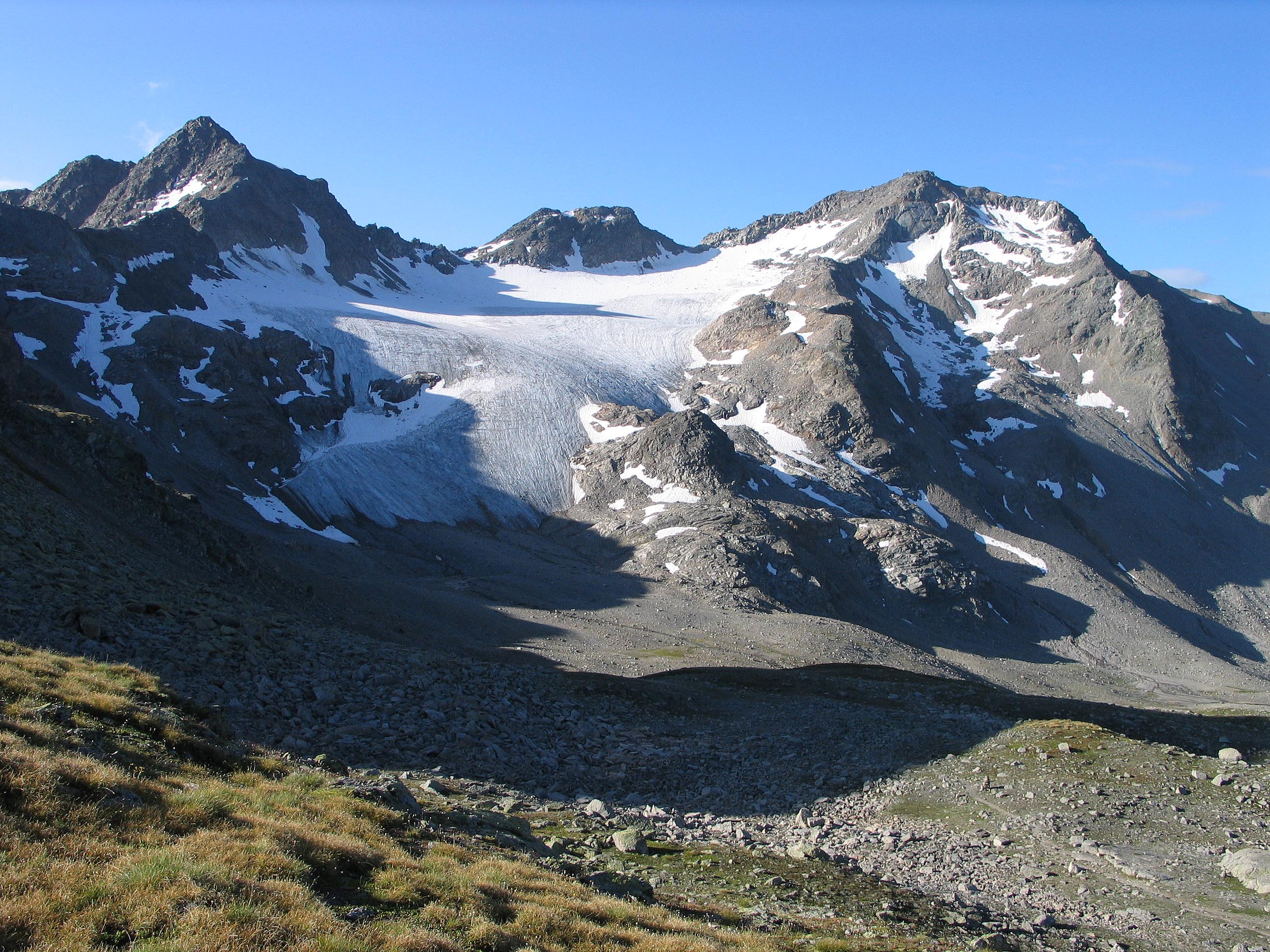

塞斯文納峰（Piz Sesvenna）是瑞士的山峰，位於該國東南部，由格勞賓登州負責管轄，屬於塞斯文納山脈的一部分，處於與意大利接壤的邊境，海拔高度3,204米。